# Rosa Rolanda
Rosa Rolanda o Rosa Covarrubias (nacida Rosemonde Della Cowan Ruelas, Los Ángeles, 6 de septiembre de 1895 – Ciudad de México, 25 de marzo de 1970) fue una bailarina, coreógrafa, diseñadora de vestuario, fotógrafa, pintora y coleccionista estadounidense que radicó gran parte de su vida en México.  Aunque no se sabe si se identificó como feminista, algunas autoras han indicado que el pensamiento feminista la influenció, lo cual se tradujo en la representación de mujeres en su obra pictórica.

## Reseña biográfica
Rose Cowan Ruelas nació en Los Ángeles, California, hija de Guadalupe Ruelas, de ascendencia mexicana, y de Henry Charles Cowan, de origen escocés. Tuvo una hermana llamada Mae, nacida en 1899. Desde temprana edad, Rose mostró interés por las artes. A sus quince años, en 1910, Rose asistió a la Manual Arts High School, en donde estudió escultura, diseño de vestuario y danza.En 1920, su madre falleció y al casarse su padre nuevamente, Rose se distancia de él y de su hermana.  

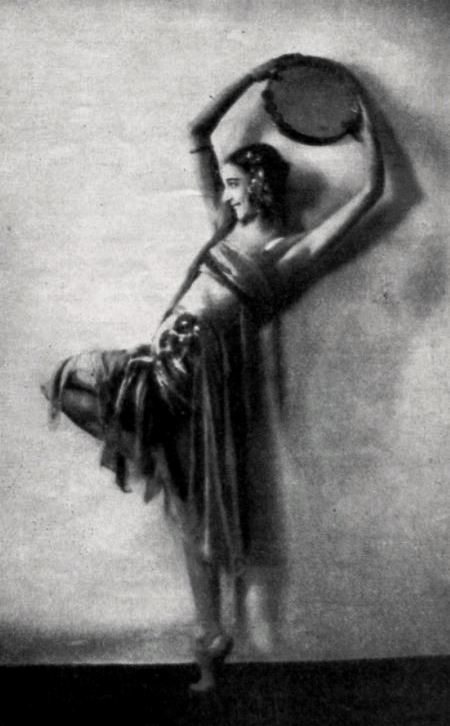
Rosa Rolanda como bailarina del Music Box Revue

### Trayectoria como bailarina
En el año de 1915, invitada por Marion Morgan —su maestra de gimnasia en el bachillerato— Rose se unió a la compañía de danza Marion Morgan Dancers, establecida en Nueva York. Las novedosas coreografías de esta compañía se presentaban en teatros de vodevil. Fue en ese mismo año cuando Rose decidió comenzar a usar como nombre artístico el de Rose Rolande. Su primera presentación en Broadway fue con la obra The Lilac Domino. En 1917, Rose se presentó en el Orpheum de Vancouver, Canadá, con el reparto de Greater Morgan Dancers, y en el Sun's H.C. con el acto Roman Ballet. En 1918 abandonó esta compañía de baile para dedicarse a hacer rutinas solistas y ejecutar sus propias coreografías. Pronto se incorporó al elenco de Over the Top, de Sigmund Romberg, como coreógrafa y bailarina.  Durante sus tiempos libres tomaba clases de danza y de diseño de vestuario.
En 1921, consiguió participar como primera bailarina en la obra The Rose Girl en la Music Box Revue de Irving Berlin. Ahí se introdujo a la danza moderna e incluso contribuyó aportando ritmos de las danzas de Java y de las Indias Orientales. En noviembre de ese año, se estrenó la película What Do Men Want? de Lois Weber, en la que Rose participó como coreógrafa del Ballet of Life, destacándose y recibiendo una favorable crítica. Gracias al prestigio que logró, en 1923 realizó una gira por Inglaterra, Francia y Alemania al lado de las Ziegfeld Follies.  
Fue en ese periodo que muchos fotógrafos se interesaron en ella, incluido el artista Man Ray, quien le serviría de inspiración cuando se adentró en la fotografía, y Edward Steichen, quien más tarde le tomó unas fotografías que aparecerían en la revista Vanity Fair.
En 1924, de regreso en la ciudad de Nueva York, se sumó al elenco de la obra Round the Town de S. Jay Kaufman y Herman J. Mankiewiez; posteriormente, colaboró en Manhattan Mirrors del mismo Kaufman. Después de esto, Rose incursionaría en el cine silente al lado del director francés Maurice Tourneur en películas como: Monte Cristo, Jr., Bluebird, Prunella, Woman y The Glory of Love.
En 1925, Rose participó como bailarina, junto con Starr Jones, en un número llamado Rancho mexicano que se presentó en el año de 1925 en el Garrick Theatre; en dicho sketch, ella también hizo la coreografía. En este proyecto, Rose en encuentra con el caricaturista Miguel Covarrubias, quien diseñó la escenografía y la ambientación del teatro.Después de esa experiencia, Rose colaboró como coreógrafa y bailarina en la película Aloma of the South Seas, estrenada en mayo de 1926. 

### Llegada a México y matrimonio con Miguel Covarrubias
Rosa Rolanda viajó a México por primera vez en el año de 1926 al lado de Miguel Covarrubias y Adolfo Best Maugard. Durante ese viaje se relacionó con muchas personas del medio artístico mexicano, como Frida Kahlo, Diego Rivera, Guadalupe Marín, Roberto Montenegro y la pareja compuesta por Tina Modotti y Edward Weston, a quienes acompañó en algunos de sus viajes y por quienes se acercó más a la fotografía.
Aunque vivió durante algunos años al lado de Miguel Covarrubias, no fue hasta 1930 que se casaron. Como luna de miel deciden hacer un viaje por Asia, en el que ella planeó tomar fotografías.
Después de algunos viajes, en 1940 deciden establecerse permanentemente en la Ciudad de México, específicamente en Tizapán, San Ángel, que se encontraba en las afueras de la Ciudad de México. Esa casa pronto se volvió un lugar de encuentro de personajes del mundo intelectual y artístico mexicano.
Tras su carrera como bailarina, gran parte de su trayectoria artística la desarrolló en México. También modeló para artistas como Roberto Montenegro y Diego Rivera.  Inmersa en este ambiente, Miguel Covarrubias la exhortó a pintar, por lo que a fines de los años treinta comenzó a hacer retratos de sus conocidas, de niñas, de niños, de mujeres indígenas, de fiestas populares y de ella misma.
En 1954 se separó definitivamente de Miguel Covarrubias, tras lo cual buscó ser parte de algunas excavaciones arqueológicas y publicar algunas de sus fotografías.

### Trayectoria como fotógrafa
Desde el principio de su carrera Rosa Rolanda mostró interés por la fotografía, al haber sido retratada por muchas personas y en numerosas ocasiones. Ella incluso se vio influenciada por el surrealismo de Man Ray, de quien adoptó la técnica del rayogramas. Pero fue a su llegada a México en 1926 que aprendió a usar la cámara al lado de Tina Modotti y Edward Weston. 
Uno de sus trabajos más destacados lo llevó a cabo durante el viaje que realizó a Bali con Miguel Covarrubias, en el que él escribió el libro La isla de Bali y para el cual ella contribuyó con 114 fotografías.Durante ese viaje también surgió su interés por coleccionar objetos y artes de culturas antiguas.
En 1945 vuelve a colaborar con Miguel Covarrubias para su libro titulado El sur de México. A lo largo de su vida tuvo la oportunidad de realizar fotografías en países como Indonesia, Japón, Túnez, China y Filipinas, además de recorrer gran parte de México. Su tema favorito fue el retrato de mujeres, niñas, niños, además de escenas populares y su trabajo apareció en revistas y publicaciones como Theatre Arts Monthly, Dyn, Mexican Folkways y Harper’s Bazaar.
Más tarde, en 1958, Rosa Rolanda obtuvo una beca de la Fundación Guggenheim para elaborar un libro de fotografías que llevaría como título Living and Dead. The Dance in India and Bali.

### Trayectoria como diseñadora de vestuario
Aunque durante su carrera como bailarina en los Estados Unidos realizó múltiples diseños de vestuario, en 1921, cuando hizo la coreografía de Ballet of Life para la película What do Men Want? Rosa Rolanda también actuó y diseñó el vestuario. En ese acto se ve una fuerte influencia de la corriente surrealista.
Más tarde en México, durante la gestión de Miguel Covarrubias como director de danza del entonces Instituto de Bellas Artes, Rosa Rolanda diseñó vestuarios y escenografías, siendo uno de los más importantes el del ballet Huapango de Beatriz Flores (1951). Otra colaboración importante fue la del diseño de los vestuarios de la compañía de danza afroamericana de Walter Nicks para un ballet que se presentaría en la inauguración del Museo Experimental El Eco de Mathias Goeritz en 1953.

### Trayectoria como pintora
En 1928 durante una estancia en París, Rosa Rolanda comenzó a interesarse por la pintura. De ahí surgió un estilo influenciado por el trabajo de Miguel Covarrubias, pero también por la pintura posrevolucionaria, el surrealismo, e incluso la pintura de la brasileña Tarsila do Amaral.  Tal y como en su fotografía, en su pintura retrata principalmente a mujeres indígenas, niñas, fiestas populares y autorretratos.
Desarrolló un estilo pictórico al que denominó neofigurativo, explorando distintas técnicas y materiales, como el gouache el óleo, la acuarela y el crayón.  Vendía sus obras entre su círculo cercano, afirmando que “pintaba por placer”. Unos de sus retratos más conocidos son el de Dolores del Río (1938) y el de María Félix (1945). Además, realizó bocetos para un retrato de Frida Kahlo y otros por encargo de algunas de sus amistades. En vida declaró que no le gustaba exponer su obra, por lo que no fue ampliamente conocida su faceta como pintora.

### Muerte
Murió víctima de un infarto que se dio como consecuencia de una arterioesclerosis muy avanzada en 1970. Luis Barragán fue su único heredero y albacea, por lo que recuperó sus objetos personales, los cuales hoy forman parte del acervo del Museo Casa Luis Barragán.

## Obra
- Retrato de Dolores del Río, 1938, MALBA, Buenos Aires
- Autorretrato con mariposa, 1939, Crystal Bridges Museum of American Art, Bentonville, Arkansas
- Tehuana, 1940, MALBA, Buenos Aires
- Autorretrato con orquídea, c.1940, Colección Blaisten, Ciudad de México
- Niña de la muñeca, 1943, Colección Blaisten, Ciudad de México
- Retrato de María Félix, 1945, Colección privada
- Caracola y mar, 1945, Colección privada
- La niña del taco, 1947, Colección Blaisten, Ciudad de México
- Autorretrato, 1952, Museo de Arte Moderno, Ciudad de México
- Viva Adelita, sin fecha, Colección privada
- Procesión de Viernes Santo, sin fecha, Colección privada
- Tehuanas, sin fecha, Colección privada

## Exposiciones
- South of the Border: Mexico in the American Imagination (1914-1947) con la fotografía Colegiala de Tehuantepec (1943). Universidad de Yale (1993)
- Otras cosas: Abstract Photography Galería del Instituto Cultural Mexicano en Nueva York (2000)
- Una orquídea tatuada y la danza en las manos. Rosa Rolanda (1898-1970) en el Museo Casa Estudio Diego Rivera y Frida Kahlo y la Casa Museo Luis Barragán(2011)
- In Wonderland: mujeres surrealistas de México y los Estados Unidos en el Museo de Arte Moderno, México (2012)